# Interlands Guinee-Bissaus voetbalelftal 2010-2019
Deze pagina toont een chronologisch en gedetailleerd overzicht van de interlands die het Guinee-Bissaus voetbalelftal speelt en heeft gespeeld in de periode 2010 – 2019. Guinee-Bissau speelt in vergelijking met andere Afrikaanse nationaal elftallen weinig interlands per jaar, maar behoort thans wel tot de hoger ingeschaalde landen op de FIFA-wereldranglijst. In dit decennium nam het land vooralsnog deel aan één editie van het Afrikaans kampioenschap voetbal: in 2017 maakte Guinee-Bissau haar debuut op dat toernooi.

## Interlands

### 2010
|                                                                            |                        |       |       |                                                                                        |
| 4 september Kwalificatie AK 2012 Groep J № 95 «onderlinge duels» 16:00 uur | Guinee-Bissau          | 1 – 0 | Kenia | Estádio Lino Correia, Bissau Toeschouwers: 2.500 Scheidsrechter: Kacem Bennaceur (TUN) |
| 4 september Kwalificatie AK 2012 Groep J № 95 «onderlinge duels» 16:00 uur | Dionísio Fernandes 75' |       |       | Estádio Lino Correia, Bissau Toeschouwers: 2.500 Scheidsrechter: Kacem Bennaceur (TUN) |

|                                                                          |                        |       |               |                                                                                           |
| 9 oktober Kwalificatie AK 2012 Groep J № 96 «onderlinge duels» 16:00 uur | Angola                 | 1 – 0 | Guinee-Bissau | Estádio 11 de Novembro, Luanda Toeschouwers: 49.000 Scheidsrechter: Koman Coulibaly (MLI) |
| 9 oktober Kwalificatie AK 2012 Groep J № 96 «onderlinge duels» 16:00 uur | Sebastião Gilberto 75' |       |               | Estádio 11 de Novembro, Luanda Toeschouwers: 49.000 Scheidsrechter: Koman Coulibaly (MLI) |

|                                                                 |                                |       |                 |                                                  |
| 16 november Vriendschappelijk № 97 «onderlinge duels» 19:30 uur | Kaapverdië                     | 2 – 1 | Guinee-Bissau   | Estádio do Restelo, Lissabon Toeschouwers: 3.500 |
| 16 november Vriendschappelijk № 97 «onderlinge duels» 19:30 uur | Lito Aguiar 6' Ronny Souto 24' |       | 27' Toni Varela | Estádio do Restelo, Lissabon Toeschouwers: 3.500 |

### 2011
|                                                                |                                                       |       |                     |                              |
| 9 februari Vriendschappelijk № 98 «onderlinge duels» 20:00 uur | Guinee-Bissau                                         | 3 – 1 | Gambia              | Estádio do Restelo, Lissabon |
| 9 februari Vriendschappelijk № 98 «onderlinge duels» 20:00 uur | Cícero Semedo 75' Cícero Semedo 85' Cícero Semedo 90' |       | 27' Momoudou Ceesay | Estádio do Restelo, Lissabon |

|                                                                         |               |                |         |                                                                                           |
| 26 maart Kwalificatie AK 2012 Groep J № 99 «onderlinge duels» 15:30 uur | Guinee-Bissau | 0 – 1          | Oeganda | Estádio Lino Correia, Bissau Toeschouwers: 5.000 Scheidsrechter: Crespin Aguidissou (BEN) |
| 26 maart Kwalificatie AK 2012 Groep J № 99 «onderlinge duels» 15:30 uur |               | 22' David Obua |         | Estádio Lino Correia, Bissau Toeschouwers: 5.000 Scheidsrechter: Crespin Aguidissou (BEN) |

|                                                                        |                                         |       |               |                                                                                         |
| 4 juni Kwalificatie AK 2012 Groep J № 100 «onderlinge duels» 15:00 uur | Oeganda                                 | 2 – 0 | Guinee-Bissau | Nelson Mandelastadion, Kampala Toeschouwers: 40.000 Scheidsrechter: Ruzive Ruzive (ZIM) |
| 4 juni Kwalificatie AK 2012 Groep J № 100 «onderlinge duels» 15:00 uur | Godfrey Walusimbi 45' Geofrey Massa 64' |       |               | Nelson Mandelastadion, Kampala Toeschouwers: 40.000 Scheidsrechter: Ruzive Ruzive (ZIM) |

|                                                                  |                    |       |                                                                          |                                                |
| 10 augustus Vriendschappelijk № 101 «onderlinge duels» 19:00 uur | Equatoriaal-Guinea | 1 – 4 | Guinee-Bissau                                                            | Estádio do Restelo, Lissabon Toeschouwers: 300 |
| 10 augustus Vriendschappelijk № 101 «onderlinge duels» 19:00 uur | Rodolfo Bodipo 49' |       | 15' Bocundji Cá 25' Basile de Carvalho 44' Ailton 46' Basile de Carvalho | Estádio do Restelo, Lissabon Toeschouwers: 300 |

|                                                                             |                                     |       |                        |                                                                               |
| 3 september Kwalificatie AK 2012 Groep J № 102 «onderlinge duels» 16:00 uur | Kenia                               | 2 – 1 | Guinee-Bissau          | Moi International Sports Centre, Nairobi Scheidsrechter: Joseph Lamptey (GHA) |
| 3 september Kwalificatie AK 2012 Groep J № 102 «onderlinge duels» 16:00 uur | Mike Baraza 59' Dennis Oliech 90+3' |       | 83' Basile de Carvalho | Moi International Sports Centre, Nairobi Scheidsrechter: Joseph Lamptey (GHA) |

|                                                                           |               |                                         |        |                                                     |
| 8 oktober Kwalificatie AK 2012 Groep J № 103 «onderlinge duels» 16:00 uur | Guinee-Bissau | 0 – 2                                   | Angola | Estadio 24 de Setembro, Bissau Toeschouwers: 12.000 |
| 8 oktober Kwalificatie AK 2012 Groep J № 103 «onderlinge duels» 16:00 uur |               | 8' Manucho Gonçalves 70' Mateus Galiano |        | Estadio 24 de Setembro, Bissau Toeschouwers: 12.000 |

|                                                                                  |                        |       |                 |                                                                                          |
| 11 november Kwalificatie WK 2014 Eerste ronde № 104 «onderlinge duels» 16:00 uur | Guinee-Bissau          | 1 – 1 | Togo            | Estadio 24 de Setembro, Bissau Toeschouwers: 3.000 Scheidsrechter: Malang Diedhiou (SEN) |
| 11 november Kwalificatie WK 2014 Eerste ronde № 104 «onderlinge duels» 16:00 uur | Basile de Carvalho 38' |       | 32' Serge Gakpé | Estadio 24 de Setembro, Bissau Toeschouwers: 3.000 Scheidsrechter: Malang Diedhiou (SEN) |

|                                                                                  |                 |       |               |                                                                               |
| 15 november Kwalificatie WK 2014 Eerste ronde № 105 «onderlinge duels» 15:30 uur | Togo            | 1 – 0 | Guinee-Bissau | Stade de Kégué, Lomé Toeschouwers: 25.000 Scheidsrechter: Mal Mohamadou (CMR) |
| 15 november Kwalificatie WK 2014 Eerste ronde № 105 «onderlinge duels» 15:30 uur | Jonas 3' (e.d.) |       |               | Stade de Kégué, Lomé Toeschouwers: 25.000 Scheidsrechter: Mal Mohamadou (CMR) |

### 2012
|                                                                                  |               |                              |          |                                                                              |
| 29 februari Kwalificatie AK 2013 Eerste ronde № 106 «onderlinge duels» 16:30 uur | Guinee-Bissau | 0 – 1                        | Kameroen | Estádio Nacional 24 de Setembro, Bissau Scheidsrechter: Bakary Gassama (GAM) |
| 29 februari Kwalificatie AK 2013 Eerste ronde № 106 «onderlinge duels» 16:30 uur |               | 87' Eric Maxim Choupo-Moting |          | Estádio Nacional 24 de Setembro, Bissau Scheidsrechter: Bakary Gassama (GAM) |

|                                                                              |                        |       |               |                                                                        |
| 16 juni Kwalificatie AK 2013 Eerste ronde № 107 «onderlinge duels» 15:30 uur | Kameroen               | 1 – 0 | Guinee-Bissau | Stade Ahmadou-Ahidjo, Yaoundé Scheidsrechter: Aboubacar Bangoura (GUI) |
| 16 juni Kwalificatie AK 2013 Eerste ronde № 107 «onderlinge duels» 15:30 uur | Benjamin Moukandjo 77' |       |               | Stade Ahmadou-Ahidjo, Yaoundé Scheidsrechter: Aboubacar Bangoura (GUI) |

### 2013
- Guinee-Bissau speelde geen interlands in 2013

### 2014
|                                                                             |                               |       |               |                                                                                 |
| 18 mei Kwalificatie AK 2015 Eerste ronde № 108 «onderlinge duels» 15:00 uur | Centraal-Afrikaanse Republiek | 0 – 0 | Guinee-Bissau | Stade Alphonse Massemba-Débat, Brazzaville Scheidsrechter: António Caxala (ANG) |
| 18 mei Kwalificatie AK 2015 Eerste ronde № 108 «onderlinge duels» 15:00 uur |                               |       |               | Stade Alphonse Massemba-Débat, Brazzaville Scheidsrechter: António Caxala (ANG) |

|                                                                             |                                                     |       |                               |                                                                             |
| 31 mei Kwalificatie AK 2015 Eerste ronde № 109 «onderlinge duels» 17:30 uur | Guinee-Bissau                                       | 3 – 1 | Centraal-Afrikaanse Republiek | Estádio Nacional 24 de Setembro, Bissau Scheidsrechter: Denis Dembélé (CIV) |
| 31 mei Kwalificatie AK 2015 Eerste ronde № 109 «onderlinge duels» 17:30 uur | Cícero Semedo 12' Bacar Baldé 26' Cícero Semedo 45' |       | 55' Josué Balamandji          | Estádio Nacional 24 de Setembro, Bissau Scheidsrechter: Denis Dembélé (CIV) |

|                                                                              |                                                   |       |               |                                                                |
| 19 juli Kwalificatie AK 2015 Tweede ronde № 110 «onderlinge duels» 15:00 uur | Botswana                                          | 2 – 0 | Guinee-Bissau | Nationaal stadion, Gaborone Scheidsrechter: Victor Gomes (RSA) |
| 19 juli Kwalificatie AK 2015 Tweede ronde № 110 «onderlinge duels» 15:00 uur | Lemponye Tshireletso 30' Lemponye Tshireletso 37' |       |               | Nationaal stadion, Gaborone Scheidsrechter: Victor Gomes (RSA) |

|                                                                                 |                   |       |                          |                                                                           |
| 2 augustus Kwalificatie AK 2015 Tweede ronde № 111 «onderlinge duels» 17:00 uur | Guinee-Bissau     | 1 – 1 | Botswana                 | Estádio Nacional 24 de Setembro, Bissau Scheidsrechter: Kokou Fagla (TOG) |
| 2 augustus Kwalificatie AK 2015 Tweede ronde № 111 «onderlinge duels» 17:00 uur | Ansumane Faty 16' |       | 79' Jerome Ramatlhakwane | Estádio Nacional 24 de Setembro, Bissau Scheidsrechter: Kokou Fagla (TOG) |

### 2015
|                                                                         |        |       |               |                                                                   |
| 13 juni Kwalificatie AK 2017 Groep E № 112 «onderlinge duels» 15:00 uur | Zambia | 0 – 0 | Guinee-Bissau | Levy Mwanawasastadion, Ndola Scheidsrechter: Helder Martins (ANG) |
| 13 juni Kwalificatie AK 2017 Groep E № 112 «onderlinge duels» 15:00 uur |        |       |               | Levy Mwanawasastadion, Ndola Scheidsrechter: Helder Martins (ANG) |

|                                                                   |                   |       |                 |                                                                                |
| 20 juni Kwalificatie CHAN 2016 № 113 «onderlinge duels» 16:30 uur | Guinee-Bissau     | 1 – 1 | Mali            | Estádio Nacional 24 de Setembro, Bissau Scheidsrechter: Maguette N'Diaye (SEN) |
| 20 juni Kwalificatie CHAN 2016 № 113 «onderlinge duels» 16:30 uur | Walin da Costa 5' |       | 19' Ismaël Koné | Estádio Nacional 24 de Setembro, Bissau Scheidsrechter: Maguette N'Diaye (SEN) |

|                                                                  |                                                           |       |                |                                                                                        |
| 5 juli Kwalificatie CHAN 2016 № 114 «onderlinge duels» 18:00 uur | Mali                                                      | 3 – 1 | Guinee-Bissau  | Stade Modibo Kéïta, Bamako Toeschouwers: 2.000 Scheidsrechter: Sekou Ahmed Toure (GUI) |
| 5 juli Kwalificatie CHAN 2016 № 114 «onderlinge duels» 18:00 uur | Boubacar Diarra 36' Ismaël Koné 75' Abdoulaye Sissoko 85' |       | 11' Fati Malam | Stade Modibo Kéïta, Bamako Toeschouwers: 2.000 Scheidsrechter: Sekou Ahmed Toure (GUI) |

|                                                                             |                         |       |                                                                         |                                                                                  |
| 5 september Kwalificatie AK 2017 Groep E № 115 «onderlinge duels» 17:00 uur | Guinee-Bissau           | 2 – 4 | Congo-Brazzaville                                                       | Estádio Nacional 24 de Setembro, Bissau Scheidsrechter: Aboubacar Bangoura (GUI) |
| 5 september Kwalificatie AK 2017 Groep E № 115 «onderlinge duels» 17:00 uur | Zezinho 63' Eridson 80' |       | 28' Férébory Doré 31' Férébory Doré 61' Férébory Doré 64' Férébory Doré | Estádio Nacional 24 de Setembro, Bissau Scheidsrechter: Aboubacar Bangoura (GUI) |

|                                                                                |                          |       |                 |                                                                                               |
| 8 oktober Kwalificatie WK 2018 Eerste ronde № 116 «onderlinge duels» 17:00 uur | Liberia                  | 1 – 1 | Guinee-Bissau   | Antoinette Tubmanstadion, Monrovia Toeschouwers: 10.100 Scheidsrechter: Fabricio Duarte (CPV) |
| 8 oktober Kwalificatie WK 2018 Eerste ronde № 116 «onderlinge duels» 17:00 uur | William Jebor 35' (pen.) |       | 62' Amido Baldé | Antoinette Tubmanstadion, Monrovia Toeschouwers: 10.100 Scheidsrechter: Fabricio Duarte (CPV) |

|                                                                                 |                     |       |                                                        |                                                                                                   |
| 13 oktober Kwalificatie WK 2018 Eerste ronde № 117 «onderlinge duels» 17:00 uur | Guinee-Bissau       | 1 – 3 | Liberia                                                | Estádio Nacional 24 de Setembro, Bissau Toeschouwers: 12.000 Scheidsrechter: Ferdinand Udoh (NGR) |
| 13 oktober Kwalificatie WK 2018 Eerste ronde № 117 «onderlinge duels» 17:00 uur | Ibraime Cassamá 43' |       | 8' William Jebor 12' William Jebor 90+6' William Jebor | Estádio Nacional 24 de Setembro, Bissau Toeschouwers: 12.000 Scheidsrechter: Ferdinand Udoh (NGR) |

### 2016
|                                                                          |                    |       |       |                                                                           |
| 23 maart Kwalificatie AK 2017 Groep E № 118 «onderlinge duels» 16:00 uur | Guinee-Bissau      | 1 – 0 | Kenia | Estádio Nacional 24 de Setembro, Bissau Scheidsrechter: Kokou Fagla (TOG) |
| 23 maart Kwalificatie AK 2017 Groep E № 118 «onderlinge duels» 16:00 uur | Idrissa Camará 17' |       |       | Estádio Nacional 24 de Setembro, Bissau Scheidsrechter: Kokou Fagla (TOG) |

|                                                                          |       |                   |               |                                                                  |
| 27 maart Kwalificatie AK 2017 Groep E № 119 «onderlinge duels» 16:00 uur | Kenia | 0 – 1             | Guinee-Bissau | Nationaal stadion, Nairobi Scheidsrechter: Norman Matemara (ZIM) |
| 27 maart Kwalificatie AK 2017 Groep E № 119 «onderlinge duels» 16:00 uur |       | 81' Cícero Semedo |               | Nationaal stadion, Nairobi Scheidsrechter: Norman Matemara (ZIM) |

|                                                                        |                                                        |       |                                       |                                                                                 |
| 4 juni Kwalificatie AK 2017 Groep E № 120 «onderlinge duels» 17:00 uur | Guinee-Bissau                                          | 3 – 2 | Zambia                                | Estádio Nacional 24 de Setembro, Bissau Scheidsrechter: Mehdi Abid Charef (ALG) |
| 4 juni Kwalificatie AK 2017 Groep E № 120 «onderlinge duels» 17:00 uur | Zézinho 14' (pen.) Frédéric Mendy 36' Toni Silva 90+5' |       | 26' Collins Mbesuma 52' Chris Katongo | Estádio Nacional 24 de Setembro, Bissau Scheidsrechter: Mehdi Abid Charef (ALG) |

|                                                                             |                   |       |               |                                                                               |
| 4 september Kwalificatie AK 2017 Groep E № 121 «onderlinge duels» 15:30 uur | Congo-Brazzaville | 1 – 0 | Guinee-Bissau | Stade Municipal de Kintélé, Brazzaville Scheidsrechter: Bernard Camille (SEY) |
| 4 september Kwalificatie AK 2017 Groep E № 121 «onderlinge duels» 15:30 uur | Férébory Doré 81' |       |               | Stade Municipal de Kintélé, Brazzaville Scheidsrechter: Bernard Camille (SEY) |

### 2017
| Afrikaans kampioenschap voetbal 2017 |
| ------------------------------------ |

|                                                                               |                               |       |                    |                                                                                       |
| 14 januari Afrikaans kampioenschap Groep A № 122 «onderlinge duels» 17:00 uur | Gabon                         | 1 – 1 | Guinee-Bissau      | Stade de l'Amitié, Libreville Toeschouwers: 39.230 Scheidsrechter: Gehad Grisha (EGY) |
| 14 januari Afrikaans kampioenschap Groep A № 122 «onderlinge duels» 17:00 uur | Pierre-Emerick Aubameyang 53' |       | 90+1' Juary Soares | Stade de l'Amitié, Libreville Toeschouwers: 39.230 Scheidsrechter: Gehad Grisha (EGY) |

|                                                                               |                                                |       |               |                                                                     |
| 17 januari Afrikaans kampioenschap Groep A № 123 «onderlinge duels» 20:00 uur | Kameroen                                       | 2 – 1 | Guinee-Bissau | Stade d'Angondjé, Libreville Scheidsrechter: Youssef Essrayri (TUN) |
| 17 januari Afrikaans kampioenschap Groep A № 123 «onderlinge duels» 20:00 uur | Sébastien Siani 61' Michael Ngadeu-Ngadjui 78' |       | 13' Piqueti   | Stade d'Angondjé, Libreville Scheidsrechter: Youssef Essrayri (TUN) |

|                                                                               |               |                                                 |              |                                                                        |
| 22 januari Afrikaans kampioenschap Groep A № 124 «onderlinge duels» 20:00 uur | Guinee-Bissau | 0 – 2                                           | Burkina Faso | Stade de Franceville, Franceville Scheidsrechter: Bamlak Tessema (ETH) |
| 22 januari Afrikaans kampioenschap Groep A № 124 «onderlinge duels» 20:00 uur |               | 12' (e.d.) Rudinilson Silva 58' Bertrand Traoré |              | Stade de Franceville, Franceville Scheidsrechter: Bamlak Tessema (ETH) |

|  |  |  |  |  |  |  |  |  |

|                                                               |                                                                |       |                  |                                                                                        |
| 25 maart Vriendschappelijk № 125 «onderlinge duels» 15:00 uur | Zuid-Afrika                                                    | 3 – 1 | Guinee-Bissau    | Moses Mabhida Stadium, Durban Toeschouwers: 11.074 Scheidsrechter: Janny Sikazwe (ZAM) |
| 25 maart Vriendschappelijk № 125 «onderlinge duels» 15:00 uur | Kermit Erasmus 35' (pen.) Percy Tau 69' Andile Jali 89' (pen.) |       | 79' Aldair Baldé | Moses Mabhida Stadium, Durban Toeschouwers: 11.074 Scheidsrechter: Janny Sikazwe (ZAM) |

|                                                                         |                     |       |         |                                                                    |
| 10 juni Kwalificatie AK 2019 Groep K № 126 «onderlinge duels» 16:00 uur | Guinee-Bissau       | 1 – 0 | Namibië | Estádio 24 de Setembro, Bissau Scheidsrechter: Daniel Laryea (GHA) |
| 10 juni Kwalificatie AK 2019 Groep K № 126 «onderlinge duels» 16:00 uur | Edigeison Gomes 23' |       |         | Estádio 24 de Setembro, Bissau Scheidsrechter: Daniel Laryea (GHA) |

|                                                                   |               |       |                                                                                     |                                                                   |
| 15 juli Kwalificatie CHAN 2018 № 127 «onderlinge duels» 16:00 uur | Guinee-Bissau | 1 – 3 | Guinee                                                                              | Estádio 24 de Setembro, Bissau Scheidsrechter: Maudo Jallow (GAM) |
| 15 juli Kwalificatie CHAN 2018 № 127 «onderlinge duels» 16:00 uur | Juca 68'      |       | 57' Seydouba Bissiri Camara 75' Mohamed Sorel Camara 77' (pen.) Sékou Amadou Camara | Estádio 24 de Setembro, Bissau Scheidsrechter: Maudo Jallow (GAM) |

|                                                                   | |       |               |                                                                    |
| 22 juli Kwalificatie CHAN 2018 № 128 «onderlinge duels» 16:30 uur | Guinee | 7 – 0 | Guinee-Bissau | Stade du 28 Septembre, Conakry Scheidsrechter: George Rogers (LBR) |
| 22 juli Kwalificatie CHAN 2018 № 128 «onderlinge duels» 16:30 uur | Sékou Amadou Camara 37' Mohamed N'Diaye 40' Ibrahima Sory Sankon 58' Sékou Amadou Camara 67' Sékou Amadou Camara 79' Mamady Diawara 83' Sékou Amadou Camara 90' |       |               | Stade du 28 Septembre, Conakry Scheidsrechter: George Rogers (LBR) |

|                                                                               |                                             |       |                    |                                                                           |
| 10 september WAFU Nations Cup Eerste ronde № 129 «onderlinge duels» 18:00 uur | Guinee                                      | 2 – 1 | Guinee-Bissau      | Cape Coaststadion, Cape Coast Scheidsrechter: Kouassi Fredéric Biro (CIV) |
| 10 september WAFU Nations Cup Eerste ronde № 129 «onderlinge duels» 18:00 uur | Sekou Keita 32' (pen.) Abdoulaye Camara 40' |       | 15' Gilson Correia | Cape Coaststadion, Cape Coast Scheidsrechter: Kouassi Fredéric Biro (CIV) |

### 2018
|                                                               |               |                                       |              |                                                                               |
| 22 maart Vriendschappelijk № 130 «onderlinge duels» 16:00 uur | Guinee-Bissau | 0 – 2                                 | Burkina Faso | Stade Didier Pironi, Limeil-Brévannes Scheidsrechter: Cedric Dos Santos (FRA) |
| 22 maart Vriendschappelijk № 130 «onderlinge duels» 16:00 uur |               | 36' Cyrille Bayala 38' Aristide Bancé |              | Stade Didier Pironi, Limeil-Brévannes Scheidsrechter: Cedric Dos Santos (FRA) |

FFGB · 
Guinee-Bissaus vrouwenelftal
Interlands
Tegenstander:
Algerije ·
Angola ·
Benin ·
Botswana ·
Burkina Faso ·
Centraal-Afrikaanse Republiek ·
Congo-Brazzaville ·
Djibouti ·
Egypte ·
Equatoriaal-Guinea ·
Ethiopië ·
Gabon ·
Gambia ·
Ghana ·
Guinee ·
Ivoorkust ·
Kaapverdië ·
Kameroen ·
Kenia ·
Liberia ·
Mali ·
Marokko ·
Mauritanië ·
Mozambique ·
Namibië ·
Nigeria ·
Oeganda ·
Sao Tomé en Principe ·
Senegal ·
Sierra Leone ·
Soedan ·
Swaziland ·
Togo ·
Zambia ·
Zuid-Afrika
AFC-zone: Afghanistan · Australië · Bahrein · Bangladesh · Bhutan · Brunei · Cambodja · China · Chinees Taipei · Filipijnen · Guam · Hongkong · India · Indonesië · Iran · Irak · Japan · Jemen · Jordanië · Koeweit · Kirgizië · Laos · Libanon · Macau · Maleisië · Maldiven · Mongolië · Myanmar · Nepal · Noord-Korea · Oezbekistan · Oman · Oost-Timor · Pakistan · Palestina · Qatar · Saoedi-Arabië · Singapore · Sri Lanka · Syrië · Tadjikistan · Thailand · Turkmenistan · Verenigde Arabische Emiraten · Vietnam · Zuid-Korea

CAF-zone: Algerije · Angola · Benin · Botswana · Burkina Faso · Burundi · Centraal-Afrikaanse Republiek · Comoren · Congo-Brazzaville · Congo-Kinshasa · Djibouti · Egypte · Equatoriaal-Guinea · Eritrea · Ethiopië · Gabon · Gambia · Ghana · Guinee · Guinee-Bissau · Ivoorkust · Kaapverdië · Kameroen · Kenia · Lesotho · Liberia · Libië · Madagaskar · Malawi · Mali · Mauritanië · Mauritius · Marokko · Mozambique · Namibië · Niger · Nigeria · Oeganda · Rwanda · Sao Tomé en Principe · Senegal · Seychellen · Sierra Leone · Soedan · Somalië · Swaziland · Tanzania · Togo · Tsjaad · Tunesië · Zambia · Zimbabwe · Zuid-Afrika · Zuid-Soedan 

CONCACAF-zone: Amerikaanse Maagdeneilanden · Anguilla · Antigua en Barbuda · Aruba · Bahama's · Barbados · Belize · Bermuda · Britse Maagdeneilanden · Canada · Kaaimaneilanden · Costa Rica · Cuba · Curaçao · Dominica · Dominicaanse Republiek · El Salvador · Frans Guyana · Grenada · Guadeloupe · Guatemala · Guyana · Haïti · Honduras · Jamaica · Martinique · Mexico · Montserrat · 
Nicaragua · Panama · Puerto Rico · Saint Kitts en Nevis · Saint Lucia · Saint Vincent en de Grenadines · Sint Maarten · Suriname · Trinidad en Tobago · Turks- en Caicoseilanden · Verenigde Staten

CONMEBOL-zone: Argentinië · Bolivia · Brazilië · Chili · Colombia · Ecuador · Paraguay · Peru · Uruguay · Venezuela

OFC-zone: Amerikaans-Samoa · Cookeilanden · Fiji · Nieuw-Caledonië · Nieuw-Zeeland · Papoea-Nieuw-Guinea · Samoa · Salomoneilanden · Tahiti · Tonga · Vanuatu

UEFA-zone: Albanië · Andorra · Armenië · Azerbeidzjan · België · Bosnië en Herzegovina · Bulgarije · Cyprus · Denemarken · Duitsland · Engeland · Estland · Faeröer · Finland · Frankrijk · Georgië · Gibraltar · Griekenland · Hongarije · IJsland · Ierland · Israël · Italië · Kazachstan · Kosovo · Kroatië · Letland · Liechtenstein · Litouwen · Luxemburg · Macedonië · Malta · Moldavië · Montenegro · Nederland · Noord-Ierland · Noorwegen · Oekraïne · Oostenrijk · Polen · Portugal · Roemenië · Rusland · San Marino · Schotland · Servië · Slovenië · Slowakije · Spanje · Tsjechië · Turkije · Wales · Wit-Rusland · Zweden · Zwitserland